# Matt Helm (personnage de fiction)
Pour les articles homonymes, voir Matt Helm et Helm (homonymie).
Matt Helm est un agent secret de fiction créé par Donald Hamilton dans une série de vingt-sept romans.

## Biographie fictive
Ce héros de taille imposante, mesurant plus de 1,90 mètre, est né au Minnesota et a été élevé dans le Sud-Ouest américain.  Volontaire dans l'armée au début de la Seconde Guerre mondiale, il attire l'attention de ses supérieurs par ses qualités de sang-froid et d'intelligence. Recruté pour devenir espion, il est chargé de missions secrètes derrière les lignes de l'ennemi. Aux derniers jours de la guerre, il se trouve mêlé à de périlleuses aventures et doit être hospitalisé pendant plusieurs semaines. C'est là qu'il rencontre la jeune et jolie Beth, l'amour de sa vie, et qu'il décide d'abandonner le monde de l'espionnage. 
Démobilisé, il se marie, s'installe au Nouveau-Mexique avec son épouse, dont il a trois enfants, et devient écrivain de romans westerns et photographe. Pendant quinze ans, son existence tranquille ne connaît aucun remous jusqu'à ce que son passé surgisse à nouveau pour venir compromettre son avenir. Discrètement sollicité par ses anciens collègues pour reprendre du service, il refuse, jusqu'au jour où l'enlèvement de sa fille par des agents russes, dans le premier titre de ses aventures, Le Signal de détresse (1960), le pousse à sortir de sa réserve. C'en est fait de sa quiétude.  Cette réintégration entraîne son divorce, et Beth se remarie avec l'Anglais Logan, installé dans un ranch à Reno.
Patriote et fier de l'être, Matt Helm, un pur produit de la Guerre froide, devient un dur, cynique et violent, prêt à tuer si on lui en donne l'ordre ou si la situation et les intérêts supérieurs de la nation le nécessitent. C'est d'ailleurs un tireur d'élite qui manie le revolver aussi bien que la carabine, avec un faible pour les armes de longue portée. Il n'est d'ailleurs jamais avare de commentaires techniques sur les armes qu'il utilise, ce qui souligne les connaissances de son créateur en matière d'armurerie. Infatigable, il se lance dans des missions dans le monde entier. 
Dans Perds pas le nord ! (1960), il se fait passer pour un simple photographe en voyage en Suède pour découvrir sur place les causes de la disparition de plusieurs agents occidentaux.  Dans Les Bousilleurs (1961), il est mêlé à un trafic de drogues où sont impliqués un agent soviétique et le mari de son ancienne épouse. Dans la mission suivante, Quai des Bons-Enfants (1962), il se fait gangster, une couverture idéale, pour infiltrer un réseau qui détient et entend livrer aux Russes l'inventeur d'un appareil permettant la détection aérienne de navires sous-marins. Dans Matt Helm décontracté (1962), il doit contrecarrer les projets d'un groupe malveillant, basé au Mexique, qui veut détourner un missile sol-sol américain. Envoyé au Costa Rica, dans Les Traqueurs (1963), il a pour but d'éliminer un ancien chef nazi et se trouve épauler dans sa poursuite, qui se termine au Mexique, par une jolie femme, qui se révèle une espionne russe.  Il prend l'identité d'un détective privé dans Les Ravageurs (1964), afin de localiser l'endroit où les Soviétiques ont dissimulé un sous-marin ultra-sophistiqué.  Dans Matt et la Mort noire (1965), sous couvert d'un faux voyage de noces en Écosse, il doit mettre la main sur un biologiste travaillant pour la Chine communiste et qui a mis au point une dangereuse souche de peste bubonique. En vacances à Hawaï, dans Matt Helm sans guitare (1966), il tombe amoureux, tout en réussissant à contrecarrer les plans d'espions chinois qui cherchent à établir leur réseau dans l'archipel. C'est à Los Angeles que s'amorce Tu nous empoisonnes (1971), où la mafia est de mèche avec les Chinois pour importer une cargaison de drogue et un nouveau générateur à catalyse qui pourrait transformer la pollution atmosphérique en poison mortel.

## Filmographie

### Cinéma
Le rôle de Matt Helm est interprété par Dean Martin.
- 1966 : Matt Helm, agent très spécial, adaptation de Death of a Citizen et The Silencers réalisée par Phil Karlson
- 1966 : Bien joué Matt Helm, adaptation réalisée par Henry Levin
- 1967 : Matt Helm traqué, adaptation de The Ambushers réalisée par Henry Levin
- 1968 : Matt Helm règle son comte (The Wrecking Crew), adaptation de The Wrecking Crew, scénario de William P. McGivern, réalisée par Phil Karlson

### Série télévisée
Le rôle de Matt Helm est interprété par Anthony Franciosa.
- 1975 - 1976 : Quatorze épisodes de la série télévisée Matt Helm

## Sources
- Claude Mesplède (dir.), Dictionnaire des littératures policières, vol. 2 : J - Z, Nantes, Joseph K, coll. « Temps noir », 2007, 1086 p. (ISBN 978-2-910-68645-1, OCLC 315873361), p. 952-953.